# Хорватская христианско-демократическая партия
Хорватская христианско-демократическая партия (хорв. Hrvatska demokršćanska stranka) — христианско-демократическая политическая партия в Хорватии.
Она была образована в 2009 году в результате слияния трех второстепенных христианско-демократических партий:
- Хорватские демократохристиане (хорв. Hrvatski demokršćani, HD)
- Хорватская христианско-демократическая партия (хорв. Hrvatska kršćanska demokratska stranka, HKDS)
- Партия хорватского Возрождения (хорв. Stranka hrvatskog proljeća, SHP)

Президенты этих трех партий — Анте Ледич, Петар Качунко и Горан Додиг — подписали договор, в результате которого Хорватская христианско-демократическая партия была основана 21 февраля 2009 года в Загребе.
Основатели партии заявили, что их цель — изменить идеалы Хорватии, чтобы хорваты заботились не только о материальном мире, но и о духовных и моральных ценностях. Также Качунко сказал, что партия будет заботиться об общем благе, а не об интересах одного человека.
Президентом партии является Горан Додиг, а двумя вице-президентами являются Анте Ледич и Петар Качунко.
С ноября 2023 года HDS является партией-членом Европейской народной партии.

## История

### Хорватская христианско-демократическая партия
Хорватская христианско-демократическая партия была создана в 1990 году по образцу христианско-демократических партий Западной Европы, хотя из-за особых обстоятельств начала 1990-х годов в Хорватии она имела больше правой, чем правоцентристской риторики.
На парламентских выборах в Хорватии 1990 года она присоединилась к блоку умеренных националистов под названием Коалиция народного согласия. Как и все партии этого блока, она выступила плохо; однако год спустя она заняла министерский пост в правительстве «Национального единства» Франьо Грегурича.
На парламентских выборах в Хорватии 1992 года ХХДП, баллотировавшаяся по собственному списку, не смогла попасть в парламент Хорватии, в то время как ее лидер Иван Цезарь занял седьмое место в президентской гонке. Это фиаско привело к объединению ХХДП с Хорватской демократической партией (HDS) в Хорватский христианско-демократический союз. Диссидентская фракция HKDS продолжала действовать под старым названием партии.

### Партия хорватского возрождения
Партия хорватского возрождения была региональной политической партией в жупании Сплитско-Далматинска в Хорватии, которая отделилась от Хорватской социал-либеральной партии и была названа в честь Хорватской весны.

### Хорватские христианские демократы
Хорватские христианские демократы были небольшой правой консервативной политической партией, основанной в 2002 году.